# Optisk kommunikation
Optisk kommunikation innebär att sända signaler eller utbyta signaler med optiska signalanordningar.
Röksignaler, optisk telegraf och semafor är exempel på optisk telekommunikation.
Optisk kommunikation i moderna telekommunikationssystem innebär att signaler istället för att skickas genom kopparledningar som elektriska pulser skickas genom fiberoptiska ledningar som ljussignaler.